# Духовні дари

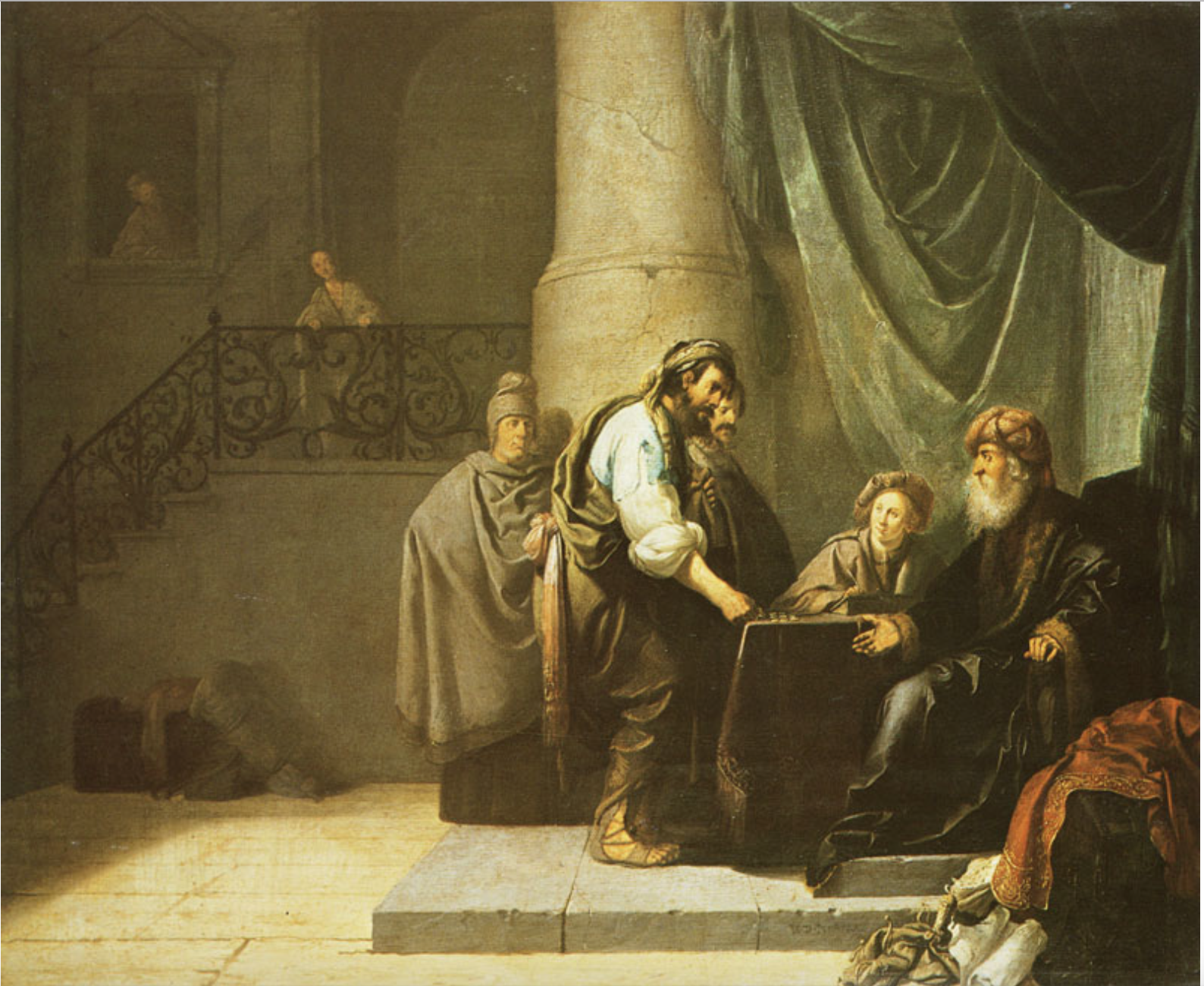
Прийнято вважати, що таланти, які Ісус в притчі з позичає Своїм рабам, уособлюють собою духовні дари, які Господь дає кожному віруючму

Духовні дари — термін християнського богослів'я, під яким йдеться про благодатні прояви Святого Духа у віруючих людей. Християни вірять, що духовні дари даються віруючим (або давалися у дні життя апостолів) для виконання певних, записаних в Біблії, божественних постанов, таких як:
- навернення невіруючих людей (1 Кор. 14:24–25)
- творення Церкви Христової (Еф 4:11)
- повчання помісної громади та її членів (1 Кор 14:12, 1 Кор. 14:3)
- особисте навчання віруючого (1 Кор. 14:4)

За функціональною ознакою духовні дари прийнято ділити на дві категорії: дари служіння і дари Святого Духа. У той час як дари служіння — це різні види посад в Церкві, дари Духа є надприродними проявами Святого Духа у людині, яка вірує. В Біблії дари служіння перераховуються в Еф. 4:11, 1 Кор. 12:28, Рим. 12:6–8, Мт. 23:34, а дари Духа — в 1 Кор. 12:8–10.
| Єфесян 4:11                                        | 1 Коринф'янам 14:28                                                                                              | Римлянам 12: 6-8                                                                                             | Матвія 23:34                 | 1 Коринф'ян 12: 8-11 |
| -------------------------------------------------- | --- | --- | ---------------------------- | --- |
| - Апостол - Пророк - Євангеліст - Пастир - Учитель | - Апостол - Пророк - Учитель - Сили чудодійні - Дари зцілення - Дари заступництва - Дари управління - Різні мови | - Пророцтво (пророк) - Служіння (служитель) - Учитель - Утішитель - Той, що роздає - Начальник - Благодійник | - Пророк - Мудрець - Книжник | - Слово мудрості - Слово знання - Віра - Дари зцілення - Творення чудес - Пророцтво - Розпізнавання духів - Різні мови - Тлумачення мов |

Незважаючи на те, що дари служіння і дари Святого Духа дещо відмінні за своєю природою, між ними існує прямий взаємозв'язок. Вважається, що певним дарам служіння відповідають певні дари Духа. Тобто те, яке у людини служіння, багато в чому визначає те, які дари Святого Духа будуть діяти в ньому. Наприклад, діяльність євангеліста пов'язана з такими дарами Святого Духа, як зцілення і розпізнавання духів (Дії 8:6–7); в служінні пророка виняткову важливість представляють пророцтво (1 Кор. 14:29) і слово знання (1 Кор. 24–25), в служінні різних мов — різні мови і тлумачення мов (1 Кор. 14:27) і т. д. Цей взаємозв'язок між служіннями і проявами Святого Духа ще більше підкреслюється тим, що і ті, й інші в Новому Завіті іменуються «дарами» (Еф 4:8, 1Кор 12:4)

## Пророцтва в Старому Завіті та Євангелії
У Святому Письмі тема духовних дарів вперше розкривається в Пс 67:19. У цьому вірші цар Давид, пророчо висловлюючись про Христа, каже: «Ти зійшов на висоту, полонив полон, прийняв дари для людей, щоб і непокірні могли жити у Господа». У Посланні до Ефесян в Новому Завіті апостол Павло, цитуючи Пс 67:19, вчить, що дія духовних дарів в Церкві є буквальним виконанням пророцтва Давида (Еф 4:8).
В якості ще однієї пророчої ілюстрації духовних дарів деякі богослови виділяють притчу Ісуса про таланти в Мт. 25:14–30. Даючи пояснення талантам, православний біблієзнавець А. П. Лопухін пише: «Під талантом, який дається людям, різні екзегети розуміють всякий дар, який людина отримує від Бога. Але в приватних визначеннях цього загального поняття спостерігається деяка різниця.».
«Під талантами, — каже Златоуст, — тут йдеться про те, що знаходиться у руках кожного (ή εκάστου δύναμις — сила кожного), — або заступництво, або маєток, або навчання, або щось подібне. Інші розуміли ті дари, про які говорить апостол в 1 Кор. 12».
Більшість дослідників Біблії одностайні в тому, що дія духовних дарів бере початок з дня П'ятидесятниці в 33 році н. е., коли в результаті зішестя Святого Духа у 2-й главі Діянь на світ народилася Християнська церква.

## Дари служіння
Головним чином, біблійне вчення про дари служіння представлене апостолом Павлом в 4-му розділі послання до Ефесян. Тут стверджується, що Ісус Христос, воскреснувши з мертвих, заснував в Церкві 5 основних служінь:
|            | І Він настановив одних апостолами, інших пророками, інших євангелістами, інших пастирями та вчителями, на довершення святих, на діло служіння, для створення Тіла Христового |
| — Еф. 4:11 | |

Існує думка, що в цьому уривку представлені служіння, не прив'язані до певної місцевості, тобто вони діють у Вселенській Церкві. На відміну від нього, в 12-му розділі 1-го послання до Коринф'ян йдеться навпаки, про служіння всередині помісної церкви. Тут Апостол наводить перелік, що складається з наступних восьми служінь:
|                | І одних Бог настановив у Церкві, по-перше, апостолами, по-друге, пророками, по-третє, вчителями; далі, іншим дав сили чудотворення, також дари зцілення, заступництва, управління і різні мови |
| — 1 Кор. 12:28 | |

На думку Івана Золотоустого, служіння в цьому вірші перераховуються в порядку важливості: «Не даремно він говорить тут: по-перше, по-друге, але ставить важливіший дар вище, а потім вказує на нижчий. Тому спочатку він називає апостолів, які мали в собі всі дари. Не сказав просто: інших поставив Бог у Церкві апостолами, або пророками, але додав: по-перше, по-друге, по-третє … ».
Три інших переліки дарів служіння представлені в наступних місцях Писання :
- Рим 12:6–8, апостол Павло: «І як, за даною нам благодаттю, маємо різні дарування, то, якщо маєш пророцтво, пророкуй зі мірою віри; якщо маєш служіння, перебувай у служінні; якщо учитель, — у навчанні; якщо утішитель, утішай; хто роздає, роздавай у простоті; начальник, начальствуй зі старанністю; хто милосердствує, милосердствуй зі щирістю»

- Мт. 23:34, Ісус Христос: «Тому, ось Я посилаю до вас пророків, і мудреців, і книжників»[5].

- 1 Пет 4:10–11, апостол Петро: «Служіть один одному, кожен тим даром, який прийняв, як добрі домоправителі різноманітної благодаті Божої. Чи говорить хто, говори як слова Божі; чи хто служить, служи по силі, яку дає Бог, щоб у всьому прославлявся Бог Ісусом Христом. Йому ж слава і влада на віки віків. Амінь».

Таким чином, у Святому Письмі налічується, щонайменше, 17 різних дарів служіння,
- з яких п'ять основних згадано у Еф 4:11 : апостол, пророк, євангеліст, пастир і вчитель
- ще п'ять у 1Кор 12:28: сили чудодійні, дари зцілень, дари допомоги, дари управління, різні мови
- ще п'ять — у Рим 12:6–8 : служитель, утішитель, той, хто роздає, начальник, благодійник.
- і ще два — в Мф 23:34 : мудрець, книжник.

### П'ять основних служінь

#### Апостол
Слово «апостол» походить від грецького ἀπόστολος (апостолос) і на мові оригіналу означає «посланий». Апостол — це людина, яка обрана Ісусом Христом і послана з особливим дорученням. Апостол будує церкву, а потім спостерігає за її розвитком, щоб вона йшла по курсу, визначеному Богом. Апостол відповідальний за призначення пастиря/пресвітера/єпископа, щоб пасти церкву, яку він насадив (Діян 14:21–23; Тит 1:5). Особливі риси справжнього апостола представлені у 2Кор 12:12 : «Ознаки апостола виявилися перед вами всяким терпінням, знаменням, чудесами і силами».
В Євангеліях виділяються дві апостольські групи, засновані Ісусом Христом: дванадцять апостолів (Мт. 10:1–4) і ще одна команда — сімдесят апостолів або «апостоли від сімдесяти» (Лк. 10:1–2). Після воскресіння Господнього ряди апостолів поповнив Павло та інші апостоли, про які йде мова в Еф 4:11 .
У сучасному християнстві у відношенні до людей, які здійснюють служіння апостола, найбільш часто вживається латинський еквівалент цього слова — місіонер.
Новий Завіт вчить про існування як справжніх, так і хибних апостолів (або лжеапостолів):
|                   | Бо такі лжеапостоли - лукаві працівники, що набирають вигляду апостолів Христових. І не дивно: адже сам сатана набирає вигляду ангела світла, а тому не велика річ, коли й слуги його набирають вигляду служителів правди; але кінець їхній буде по ділам їхнім |
| — 2 Кор. 11:13–15 | |

#### Пророк
Буквальне значення слова «пророк» по-грецьки: «про» = «вперед, назовні», «фет» = «говорити». Таким чином, пророк — це той, хто говорить щось наперед (або пророкує). Це людина з особливим посланням для конкретного часу і місця, прийнятим безпосередньо від Бога (Діян 11:28, Діян 21:10). Результати діяльності новозавітного пророка — це «на повчання, на умовляння і на втішення» (1 Кор. 14:3).
Ряд людей в Новому Завіті згадані як пророки. Головним чином, це Юда та Сила (Діян 15:32), Агав (Діян 21:10), Варанава, Симеон, Луцій, Манаїл, Савл (Діян 13:1).

#### Євангеліст
Євангеліст (від грец. ευαγγελιστηζ, буквально «благовісник») — це той, хто проповідує Євангеліє (або Благу Вість) невіруючим людям.
Єдиним персонажем Нового Завіту, згаданим в якості благовісника, є Філіп (Діян 21:8). Його діяльність описана в 8-му розділі Діянь святих апостолів і вважається взірцем служіння євангеліста.
Центральною темою в проповіді євангеліста є особистість Ісуса Христа (Діян 8:5). Мета його служіння — познайомити грішників зі Спасителем і хрестити новонавернених у воді (Діян 8:16). Проповідь благовісника супроводжується чудесами зцілення і вигнання бісів, що привертають увагу невіруючих і підтверджують істинність Євангелія (Діян 8:6).
Традиційно євангелістами називають авторів чотирьох Євангелій — святих Матвія, Марка, Луку, Іоанна, (про які йде мова в Біблії, але які «євангелістами» там не названі).

#### Пастир
Пастир (буквальний переклад з грецької — пастир) — головна особа помісної церкви, в обов'язки якого входить турбота про паству. У 10-му розділі Євангеліє від Іоана Ісус говорить про Себе, як про «доброго пастиря», і приводить Своє пасторське служіння в якості зразка.
Прийнято вважати, що основна суть пастирського служіння виражена в Ін 10:11–12, де Ісус протиставляє образ істинного і хибного пастиря: «Я Пастир Добрий: пастир добрий душу свою покладає за овець. А наймит, не пастир, якому вівці не свої, побачивши, що йде вовк, кидає овець і тікає, а вовк хапає і розганяє овець».

#### Вчитель
Вчитель — людина, що має особливий дар роз'яснювати і тлумачити Святе Письмо, роблячи його зрозумілим і прийнятним в життя.
Деякі богослови вважають, що існують як «мобільні» вчителі, які служать всій Церкві, регулярно навчаючи різні аудиторії (Діян 18:27–28), так і «помісні» вчителі, які навчають парафіян помісної церкви, спочатку приймаючи від когось вчення, а потім передаючи тільки те, що прийняли самі (Тит 1:9 ; 2Тим 2:2) .

### Інші служіння
У Святому Письмі містяться оповіді про низку різних служінь, що не були позначені конкретною назвою. Проте, для здійснення цих служінь біблійним персонажам було потрібно надприродне натхнення і помазання Святого Духа. До числа таких служінь деякі богослови відносять:
- Клопотання (Рим 8:26–27, Ієз 22:30)
- Прославлення (Еф 5:19, 1Пар 16:41-42)
- Гра на музичних інструментах (1Цар 16:16,16:23)
- Рукоділля (Вих 28:3–4,31:3–11)
- Безшлюбність (або сексуальна помірність, чернецтво) (1Кор 7:7)[8][9][10] .

## Дари Духа Святого
Тема дарів Святого Духа детально розглядається апостолом Павлом в 1-му посланні до Коринф'ян, в главах 12-14. Основоположними вважаються вступні слова:
|                  | Але кожному дається виявлення Духа на користь. Одному дається Духом слово мудрости, іншому слово знання, тим же Духом; іншому — віра, тим же Духом; іншому — дари зцілення, тим же Духом; іншому — творення чудес, іншому — пророцтво, іншому — розпізнавання духів, іншому — різні мови, іншому — тлумачення мов. Усе це творить один і той же Дух, наділяючи кожному осібно, як Йому завгодно. |
| — 1 Кор. 12:7-11 | |

На підставі цього тексту прийнято виділяти 9 дарів Святого Духа:
- 1 — слово мудрості
- 2 — слово знання
- 3 — віра
- 4 — дари зцілень
- 5 — чудотворення
- 6 — пророцтво
- 7 — розпізнавання духів
- 8 — різні мови
- 9 — тлумачення мов

Прийнято вважати, що ключем до розуміння цих дарів є слово «виявлення». Святий Дух, що живе всередині віруючого, невидимий. Але, завдяки дії дарів, Дух Божий являє Себе органам почуттів людини. Інакше кажучи, кожен з цих дарів є надприродним проявом Духа Святого, що живе у віруючому і діє через нього. І оскільки ці дари є не віруючого, але особистість Духа Святого, то всі вони надприродні за своїм характером. Феофан Затворник вважає, що «слова „явлення Духа“ означають явну дію Духа, виявлення Його, помітне для всіх».
У п'ятидесятництві і харизматичному русі, де духовним дарам надається посилена увага, прояви Святого Духа загальноприйнято класифікувати за трьома різними групами:
- Дари мови — дари, які діють через органи мови людини (пророцтво, різні мови, тлумачення мов)
- Дари одкровення — дари, які надають надприродні одкровення (слово мудрості, слово знання, розпізнавання духів)
- Дари сили — дари, які демонструють силу Божу в фізичній реальності (віра, дари зцілень, чудотворення)[13]